# Yasmani Copello
Yasmani Copello Escobar (L'Avana, 15 aprile 1987) è un ostacolista cubano naturalizzato turco, specializzato nei 400 metri ostacoli.
Detiene, con 47"81, il record turco dei 400 metri ostacoli, disciplina in cui ha vinto la medaglia d'oro agli Europei di Amsterdam 2016 e quella di bronzo ai Giochi olimpici di Rio de Janeiro 2016.
Come atleta di Cuba ha vinto una medaglia d'oro nella staffetta 4×400 metri ai Campionati ibero-americani di Iquique 2008 e una d'argento nei 400 metri ostacoli ai Campionati CAC di Cali 2008. A seguito del suo trasferimento in Turchia nel 2013 ha ottenuto il passaporto turco, iniziando così a rappresentare il paese a partire dal 2014.

## Biografia
Nell'ottobre 2013 presenta una domanda di cittadinanza turca, quest'ultima ottenuta ufficialmente il 30 aprile 2014. Ciò gli consente di rappresentare il paese nelle competizioni internazionali di atletica leggera.
Nell'agosto 2016 prende parte ai Giochi olimpici di Rio de Janeiro 2016. Superate con facilità batterie e semifinali, il 18 agosto approda alla finale dei 400 metri ostacoli, dove si piazza in terza posizione con il tempo di 47"92 (nuovo record nazionale), di poco dietro a Kerron Clement (47"73) e Boniface Tumuti (47"78, anch'esso da record nazionale). 
L'estate del 2017 rappresenta la Turchia ai 400 metri ostacoli degli europei a squadre di Lilla, piazzandosi al secondo posto con 49"17, tempo che lo colloca fra il velocissimo Karsten Warholm (48"46) e il terzo classificato Kariem Hussein (49"30).

## Record nazionali
Seniores
- 400 metri ostacoli: 47"81 ( Berlino, 9 agosto 2018)

## Progressione

### 400 metri ostacoli
| Stagione | Tempo | Luogo          | Data      | Rank. Mond. |
| -------- | ----- | -------------- | --------- | ----------- |
| 2018     | 47"81 | Berlino        | 9-8-2018  |             |
| 2017     | 48"24 | Londra         | 9-7-2017  |             |
| 2016     | 47"92 | Rio de Janeiro | 18-8-2016 |             |
| 2015     | 48"46 | Pechino        | 23-8-2015 |             |
| 2014     | 50"62 | Pitești        | 26-7-2014 |             |
| 2013     | 49"89 | Hérouville     | 13-6-2013 |             |
| 2012     | 50"28 | Castellón      | 14-7-2012 |             |
| 2011     | 49"76 | Patrasso       | 20-7-2011 |             |
| 2009     | 49"56 | L'Avana        | 20-2-2009 |             |
| 2008     | 50"08 | Cali           | 4-7-2008  |             |
| 2007     | 49"99 | Caracas        | 11-5-2007 |             |

## Palmarès
| Anno                            | Manifestazione             | Sede           | Evento   | Risultato  | Prestazione | Note                                     |
| ------------------------------- | -------------------------- | -------------- | -------- | ---------- | ----------- | ---------------------------------------- |
| In rappresentanza di Cuba       |                            |                |          |            |             |                                          |
| 2008                            | Campionati CAC             | Cali           | 110 m hs | Semifinale | 14"35       |                                          |
| 2008                            | Campionati CAC             | Cali           | 400 m hs | Argento    | 50"08       |                                          |
| 2008                            | Campionati ibero-americani | Iquique        | 4×400 m  | Oro        | 3'03"22     |                                          |
| 2009                            | Campionati CAC             | L'Avana        | 400 m hs | 5º         | 50"09       |                                          |
| In rappresentanza della Turchia |                            |                |          |            |             |                                          |
| 2015                            | Mondiali                   | Pechino        | 400 m hs | 6º         | 48"96       |                                          |
| 2016                            | Europei                    | Amsterdam      | 400 m hs | Oro        | 48"98       |                                          |
| 2016                            | Europei                    | Amsterdam      | 4×400 m  | Batteria   | 3'04"65     |                                          |
| 2016                            | Giochi olimpici            | Rio de Janeiro | 400 m hs | Bronzo     | 47"92       | Record nazionale                         |
| 2017                            | Mondiali                   | Londra         | 400 m hs | Argento    | 48"49       |                                          |
| 2018                            | Giochi del Mediterraneo    | Tarragona      | 400 m hs | Argento    | 48"76       | Record dei Giochi                        |
| 2018                            | Giochi del Mediterraneo    | Tarragona      | 4×400 m  | 4º         | 3'05"28     |                                          |
| 2018                            | Europei                    | Berlino        | 400 m hs | Argento    | 47"81       | Record nazionale                         |
| 2019                            | Mondiali                   | Doha           | 400 m hs | 6º         | 48"25       | Miglior prestazione personale stagionale |
| 2021                            | Giochi olimpici            | Tokyo          | 400 m hs | 6º         | 47"81       | Record nazionale                         |
| 2022                            | Giochi del Mediterraneo    | Orano          | 400 m hs | Oro        | 48"27       | Record dei Giochi                        |
| 2022                            | Giochi del Mediterraneo    | Orano          | 4×400 m  | Bronzo     | 3'04"55     |                                          |
| 2022                            | Mondiali                   | Eugene         | 400 m hs | Semifinale | 51"49       |                                          |
| 2022                            | Europei                    | Monaco         | 400 m hs | Bronzo     | 48"78       |                                          |
| 2023                            | Mondiali                   | Budapest       | 400 m hs | Semifinale | 48"66       | Miglior prestazione personale stagionale |
| 2024                            | World Relays               | Nassau         | 4×400 m  | Batteria   | 3'06"74     |                                          |
| 2024                            | Europei                    | Roma           | 400 m hs | Semifinale | 50"57       | Miglior prestazione personale stagionale |
| 2024                            | Giochi olimpici            | Parigi         | 400 m hs | Batteria   | 50"72       |                                          |